# Polymerus tepastus
Polymerus tepastus är en insektsart som beskrevs av Rinne 1989. Polymerus tepastus ingår i släktet Polymerus, och familjen ängsskinnbaggar. Arten är reproducerande i Sverige.